# Lindsaea bipinnata
Lindsaea bipinnata là một loài dương xỉ trong họ Lindsaeaceae. Loài này được Roxb. mô tả khoa học đầu tiên năm 1844.
Danh pháp khoa học của loài này chưa được làm sáng tỏ. 